# 冷水镇 (栾川县)
冷水镇，是中华人民共和国河南省洛陽市栾川县下辖的一个乡镇级行政单位。

## 行政区划
冷水镇下辖以下地区：
冷水街村、东增河村、龙王庙村、西增河村、冷水沟村、大南沟村和南泥湖村。